# 1968–1969-es spanyol labdarúgó-bajnokság (másodosztály)
A Segunda División 1968–69-es szezonja volt a bajnokság harmincnyolcadik kiírása. A bajnokság hosszú idő után ismét csak egy csoportból állt, amelynek létszáma húsz csapat volt. A győztes a Sevilla lett.

## Végeredmény
| Jelmagyarázat: |
| Feljutott      |
| Osztályozó     |
| Kiesett        |

| #  | Klub                | M  | P  | Gy | D  | V  | RG | KG | GK  |
| -- | ------------------- | -- | -- | -- | -- | -- | -- | -- | --- |
| 1  | Sevilla FC          | 38 | 53 | 22 | 9  | 7  | 56 | 30 | +26 |
| 2  | Celta Vigo          | 38 | 52 | 24 | 4  | 10 | 63 | 28 | +35 |
| 3  | RCD Mallorca        | 38 | 50 | 22 | 6  | 10 | 62 | 37 | +25 |
| 4  | Club Ferrol         | 38 | 47 | 19 | 9  | 10 | 55 | 39 | +16 |
| 5  | Real Gijón CF       | 38 | 42 | 16 | 10 | 12 | 60 | 46 | +14 |
| 6  | CF Calvo Sotelo     | 38 | 42 | 15 | 12 | 11 | 47 | 41 | +6  |
| 7  | Real Betis Balompié | 38 | 41 | 14 | 13 | 11 | 69 | 51 | +18 |
| 8  | Real Murcia CF      | 38 | 40 | 15 | 10 | 13 | 52 | 48 | +4  |
| 9  | AD Rayo Vallecano   | 38 | 40 | 14 | 12 | 12 | 51 | 44 | +7  |
| 10 | Real Valladolid CF  | 38 | 39 | 15 | 9  | 14 | 61 | 48 | +13 |
| 11 | Real Oviedo CF      | 38 | 38 | 16 | 6  | 16 | 45 | 45 | 0   |
| 12 | Burgos CF           | 38 | 38 | 14 | 10 | 14 | 47 | 53 | -6  |
| 13 | CD Alcoyano         | 38 | 35 | 12 | 11 | 15 | 51 | 55 | -4  |
| 14 | Deportivo Alavés    | 38 | 35 | 15 | 5  | 18 | 47 | 62 | -15 |
| 15 | Onteniente CF       | 38 | 34 | 15 | 4  | 19 | 47 | 54 | -7  |
| 16 | CD Ilicitano        | 38 | 32 | 12 | 8  | 18 | 50 | 58 | -8  |
| 17 | CD Mestalla         | 38 | 30 | 11 | 8  | 19 | 53 | 62 | -9  |
| 18 | Cádiz CF            | 38 | 30 | 13 | 4  | 21 | 44 | 65 | -21 |
| 19 | SD Indauchu         | 38 | 24 | 9  | 6  | 23 | 40 | 79 | -39 |
| 20 | Jerez Industrial CF | 38 | 18 | 6  | 6  | 26 | 36 | 91 | -55 |

## Osztályozó
| Odavágók:       |     |                      |
| Bilbao Athletic | 3-0 | Deportivo Alavés     |
| CD San Andrés   | 2-2 | CD Alcoyano          |
| Ilicitano       | 3-1 | Hércules CF          |
| Onteniente CF   | 1-0 | Recreativo de Huelva |

| Visszavágók: |     |                 |           |
| Alavés       | 1-0 | Bilbao Athletic | Össz.:1-3 |
| Alcoyano     | 1-2 | San Andrés      | Össz.:3-4 |
| Hércules     | 1-0 | Ilicitano       | Össz.:2-3 |
| Recreativo   | 3-2 | Onteniente      | Össz.:3-3 |
| Újrajátszás: |     |                 |           |
| Onteniente   | 2-1 | Recreativo      |           |